# Fresney-le-Puceux
Fresney-le-Puceux – miejscowość i gmina we Francji, w regionie Normandia, w departamencie Calvados.
Według danych na rok 1990 gminę zamieszkiwało 615 osób, a gęstość zaludnienia wynosiła 64 osoby/km² (wśród 1815 gmin Dolnej Normandii Fresney-le-Puceux plasuje się na 367. miejscu pod względem liczby ludności, natomiast pod względem powierzchni na miejscu 535.).